# Dajal
Dajal é uma cidade do Paquistão localizada na província de Punjab.